# Distretto di Manakara
Il distretto di Manakara è un distretto del Madagascar situato nella regione di Vatovavy-Fitovinany. Ha per capoluogo la città di Manakara.
La popolazione del distretto è di 346 252 abitanti (censimento 2011).